# Oldendorf (Holstein)
Oldendorf település Németországban, Schleswig-Holstein tartományban. Lakosainak száma 1092 fő (2023. december 31.).

## Népesség
A település népességének változása:
| Lakosok száma | 929  | 1154 | 1123 | 1097 | 1090 | 1072 | 1100 | 1092 |
|               | 1975 | 2010 | 2014 | 2017 | 2019 | 2021 | 2022 | 2023 |